# Solo Dja Kabako
Solo Dja Kabako, též Solo Dja Kabaco, vlastním jménem Koné Souleymane (* 15. ledna 1974, Treichville, Pobřeží slonoviny) je zpěvák a hudebník z Burkiny Faso. Tvoří hudbu ve stylu world music založenou na západoafrické hudební tradici se sociálně zaměřenými texty. Je nevidomý a angažuje se ve prospěch potírání slepoty ve své domovině.